# Lord High Steward of Ireland
Der Lord High Steward of Ireland ist ein erbliches irisches Hofamt und eines der Great Officers of State of Ireland. Das Amt des Stewards entspricht dem historischen Amt des Seneschalls, weshalb das Amt auch als Great Seneschal of Ireland bezeichnet wird.
Das Amt ist sowohl ein Hof- als auch ein Staatsamt und umfasst die Aufgaben, die für den englischen Teil des Vereinigten Königreiches vom Lord High Steward und Lord Steward of the Household und im schottischen Landesteil vom  High Steward of Scotland wahrgenommen werden. Der Ursprung der Bezeichnung Stewart liegt im dänischen stigwart (Treppenwart) und dürfte mit der skandinavischen Besiedlung des Danelag im 9. Jahrhundert nach England gekommen sein. Auf den Burgen und Wohntürmen des frühen Mittelalters war der Stiegenwart für die Sicherheit und Aufwartung des Burgherrn zuständig. Ähnlich wie beim Mundschenk entwickelte sich aus der Funktionsbezeichnung ein Hofamt.
Das ursprüngliche bedeutende Hofamt hat inzwischen nur noch zeremonielle Bedeutung. Seit Gründung des Irischen Freistaats 1922 bezieht sich das Amt nur noch auf den im Vereinigten Königreich verbliebenen Landesteil Nordirland.
Das Amt des Seneschalls von Irland war erstmals 1185 von König Heinrich II. an Bertram de Verdon († 1192) verliehen worden. Dessen Nachfahre und Coerbe in weiblicher Linie, John Talbot, 1. Earl of Shrewsbury wurde von König Heinrich VI. mit Letters Patent vom 17. Juli 1446 zum erblichen Lord High Steward of Ireland erhoben, zusammen mit dem Titel eines Earl of Waterford. Das Amt ist bis heute im Besitz der Earls of Shrewsbury, gegenwärtiger Inhaber ist Charles Chetwynd-Talbot, 22. Earl of Shrewsbury.

## Lord High Stewards of Ireland seit 1446
- 1446–1453: John Talbot, 1. Earl of Shrewsbury
- 1453–1460: John Talbot, 2. Earl of Shrewsbury
- 1460–1473: John Talbot, 3. Earl of Shrewsbury
- 1473–1538: George Talbot, 4. Earl of Shrewsbury
- 1538–1560: Francis Talbot, 5. Earl of Shrewsbury
- 1560–1590: George Talbot, 6. Earl of Shrewsbury
- 1590–1616: Gilbert Talbot, 7. Earl of Shrewsbury
- 1616–1617: Edward Talbot, 8. Earl of Shrewsbury
- 1617–1630: George Talbot, 9. Earl of Shrewsbury
- 1630–1654: John Talbot, 10. Earl of Shrewsbury
- 1654–1667: Francis Talbot, 11. Earl of Shrewsbury
- 1667–1718: Charles Talbot, 1. Duke of Shrewsbury
- 1718–1743: Gilbert Talbot, de iure 13. Earl of Shrewsbury
- 1743–1787: George Talbot, 14. Earl of Shrewsbury
- 1787–1827: Charles Talbot, 15. Earl of Shrewsbury
- 1827–1852: John Talbot, 16. Earl of Shrewsbury
- 1852–1856: Bertram Talbot, 17. Earl of Shrewsbury
- 1856–1868: Henry Chetwynd-Talbot, 18. Earl of Shrewsbury
- 1868–1877: Charles Chetwynd-Talbot, 19. Earl of Shrewsbury
- 1877–1921: Charles Chetwynd-Talbot, 20. Earl of Shrewsbury
- 1921–1980: John Chetwynd-Talbot, 21. Earl of Shrewsbury
- 1980–heute:Charles Chetwynd-Talbot, 22. Earl of Shrewsbury

## Deputised Lord High Stewards of Ireland
Früher gehörte es auch zu den Amtsaufgaben des Lord High Steward den Vorsitz in den Gerichtsprozessen des irischen Oberhauses gegen irische Peers zu führen, die wegen Verbrechen angeklagt waren. Folgende Personen wurden vom jeweiligen Earl of Shrewsbury jeweils für konkrete Prozesse ernannt, ihn in dieser richterlichen Funktion als delegierter Lord High Steward zu vertreten:
- 1628: Francis Aungier, 1. Baron Aungier (1558–1632)[2]
- 1739: Thomas Wyndham, 1. Baron Wyndham (1681–1745)
- 1743: Robert Jocelyn, 1. Baron Newport (1727–1756)
- 1798: John FitzGibbon, 1. Earl of Clare (1749–1802)

siehe auch Vice Great Seneschal of Ireland